# 田代本通
田代本通（たしろほんとおり）は、愛知県名古屋市千種区の地名。現行行政地名は田代本通1丁目から田代本通5丁目。住居表示未実施。

## 地理
名古屋市千種区南部に位置する。東は穂波町・西崎町・鏡池通・川崎町・昭和区、西は観月町・山添町・日進通・大島町、南は昭和区、北は末盛通に接する。

## 歴史

### 沿革
- 1942年（昭和17年）11月27日 - 千種区田代町・広路町の各一部により、同区田代本通として成立[1]。
- 1945年（昭和20年）9月20日 - 田代町の一部を編入する[1]。
- 1958年（昭和33年） - 田代郵便局開設[8]。
- 1961年（昭和36年） - 覚王山電報電話局開設[8]。

## 世帯数と人口
2019年（平成31年）1月1日現在の世帯数と人口は以下の通りである。
| 町丁     | 世帯数  | 人口  |
| -------- | ------- | ----- |
| 田代本通 | 448世帯 | 817人 |

### 人口の変遷
国勢調査による人口の推移
| 1950年（昭和25年） | 319人 | [ 9 ]  |  |
| 1955年（昭和30年） | 481人 | [ 9 ]  |  |
| 1960年（昭和35年） | 694人 | [ 10 ] |  |
| 1965年（昭和40年） | 761人 | [ 10 ] |  |
| 1970年（昭和45年） | 690人 | [ 11 ] |  |
| 1975年（昭和50年） | 733人 | [ 11 ] |  |
| 1980年（昭和55年） | 726人 | [ 12 ] |  |
| 1985年（昭和60年） | 685人 | [ 12 ] |  |
| 1990年（平成2年）  | 648人 | [ 13 ] |  |
| 1995年（平成7年）  | 587人 | [ 14 ] |  |
| 2000年（平成12年） | 575人 | [ 15 ] |  |
| 2005年（平成17年） | 761人 | [ 16 ] |  |
| 2010年（平成22年） | 874人 | [ 17 ] |  |

## 学区
市立小・中学校に通う場合、学校等は以下の通りとなる。また、公立高等学校に通う場合の学区は以下の通りとなる。
| 番・番地等 | 小学校               | 中学校               | 高等学校 |
| ---------- | -------------------- | -------------------- | -------- |
| 全域       | 名古屋市立田代小学校 | 名古屋市立城山中学校 | 尾張学区 |

## 交通
- 愛知県道30号関田名古屋線[7]

## 施設
- NTT西日本覚王山ビル[20]北緯35度9分55秒 東経136度57分26.3秒 / 北緯35.16528度 東経136.957306度
- あいち銀行田代本通支店[7]北緯35度9分44.5秒 東経136度57分18.2秒 / 北緯35.162361度 東経136.955056度
- 名古屋田代郵便局[7]北緯35度9分40秒 東経136度57分17.6秒 / 北緯35.16111度 東経136.954889度

## その他

### 日本郵便
- 郵便番号 : 464-0827[4]（集配局：千種郵便局[21]）。